# Диас, Селло
Марсело Диас, более известный как Селло (Челло) Диас — бывший басист Soulfly. В настоящее время играет в группе Against All Will.

## Биография
Селло начал свою карьеру в бразильской трэш-метал группе The Mist в 1989 году. До этого группа называлась Mayhem и с 1986 года успела записать пару демозаписей, но во избежание путаницы с норвежской группой Mayhem музыканты сменили название. The Mist записали 2 альбома: Phantasmagoria в 1989 и The Hangman Tree 1991 году, после чего из группы ушёл вокалист Владимир Корг. Селло Диасу помимо игры на бас-гитаре пришлось взять на себя обязанности вокалиста. В таком качестве группа записала мини-альбом Ashes to Ashes, Dust to Dust в 1993 году. После выпуска этого альбома Селло ушёл из группы. Впоследствии он работал дорожным техником у Sepultura.
В 1997 году Селло вошёл в состав только что образованной группы Soulfly. Он принял участие в записи первых трёх альбомов группы.
В сентябре 2003 года Селло Диас и его коллеги Майк Долинг и Рой Майорга ушли из Soulfly, оставив в группе одного Макса, после чего втроём основали новую группу Abloom. В 2004 году группа самостоятельно выпустила одноимённый альбом. В настоящее время Abloom находится в неактивном состоянии.
В 2005 году Марсело Диас появился на сборнике Roadrunner United, исполнив басовые партии в песне No Mas Control.
В настоящее время основной группой Диаса является Against All Will.

## Дискография
- 1989: The Mist — Phantasmagoria
- 1991: The Mist — The Hangman Tree
- 1993: The Mist — Ashes to Ashes, Dust to Dust (мини-альбом)
- 1998: Soulfly — Soulfly
- 1998: Soulfly — Umbabarauma (сингл)
- 1998: Soulfly — Bleed (сингл)
- 1999: Soulfly — Tribe (мини-альбом)
- 2000: Soulfly — Primitive
- 2000: Soulfly — Back to the Primitive (сингл)
- 2002: Soulfly — 3
- 2004: Abloom — Abloom
- 2005: сборник — Roadrunner United
- 2007: Against All Will — Tomorrow & Today (сингл)
- 2008: Against All Will — You Can’t Change Me (сингл)
- 2009: Against All Will — A Rhyme & Reason
- 2010: Against All Will — All About You (сингл)